# دينامو محج قلعة
نادي دينامو محج قلعة الداغستاني أحد الأندية في روسيا، مقرّه مدينة محج قلعة - عاصمة جمهورية داغستان الروسية.

## التسميات الأخرى
- 1958-1960 - «تيمب»
- 1996-1997 - «دينامو - إمامات»

## التأسيس
أسس عام 1946

## لاعبو مشاهير
- بوريس إغناتيف
- فاليري ماسلوف
- أليكسندر ماركاروف
- آندريه ياكوبيك
- دينيس رومانينكو

## إنجازات
أعلى مرتبة في بطولات الاتحاد السوفياتي - المرتبة 6 في دوري الدرجة الثانية في عام 1975
أعلى مرتبة في بطولة روسيا - المرتبة 6 في دوري الدرجة الأولى في عام 2005